# كاثرين هاس
كاثرين هاس (بالدنماركية: Cathrine Hasse)‏ هي عالمة الإنسان دنماركية، ولدت في 1956.